# Gaby Moreno
 Maria Gabriela Moreno Bonilla (Ciutat de Guatemala, 16 de desembre de 1981)  és una cantautora i guitarrista guatemalenca guanyadora d'un Grammy. Cantant tant en anglès com en espanyol, la música de Moreno cobreix molts gèneres, com ara llatí, alternatiu, blues, folk i americà.

## Biografia
Maria Gabriela Moreno Bonilla va néixer el 16 de desembre de 1981 a la ciutat de Guatemala i més tard es va traslladar a Los Angeles.

## Carrera

### Música
L'agost de 2009, Moreno va fer una gira amb Tracy Chapman. Més tard, el novembre de 2009, Moreno va fer una gira com a suport directe d’Ani DiFranco en una gira per la costa est. Difranco va convidar Moreno a tornar de gira al gener i febrer de 2010. El juliol de 2010 Moreno va fer una gira a Alemanya (per exemple, a Constança, Heidelberg i Ravensburg) i França.
A principis de 2011, Moreno i la seva banda van tocar la seva primera gira de cap de cartell. Van fer una gira pels Països Baixos i Bèlgica actuant com a part de la gira World Sessions. A més, Moreno i la seva banda van obrir com a suport directe de Nouvelle Vague per a tres espectacles a Alemanya. A finals de 2011, Gaby va fer una gira per la costa est dels EUA com a suport directe de The Milk Carton Kids.
Moreno va fer alguns concerts a França el febrer de 2012. Més tard aquella primavera, va actuar amb Ricardo Arjona durant la seva Metamorfosis World Tour. Al juny, Moreno va actuar a The Tonight Show amb Jay Leno per commemorar els 50 anys d’Amnistia Internacional, juntament amb Kris Kristofferson i altres. Durant els mesos de maig i juny, Moreno va fer concerts a Irlanda (Electric Burma en honor a Aung San Suu Kyi juntament amb Bono, Damien Rice, Bob Geldof, Angelique Kidjo, etc.), Alemanya, França i Londres (amb Van Dyke Parks).) Al juliol, Moreno va fer concerts a França, com ara Le Havre, Verdun i París.
El 2013, va fer una gira amb Hugh Laurie i The Copper Bottom Band per Europa, el març del 2014 a Amèrica del Sud, concretament a Argentina, Brasil i Mèxic.
El 28 de febrer i l'1 de març de 2015, Moreno va tocar al Festival Acústico sota el nom de Gaby Moreno y amigos. Les seves actuacions van comptar amb les aparicions convidades d’Oscar Isaac, Sara Watkins, Ishto Jueves, Devorah Rahel (amb qui va tocar la cançó Y Tu Sombra) i El Gordo. Moreno també va tocar una cançó anomenada Maldición, Bendición.

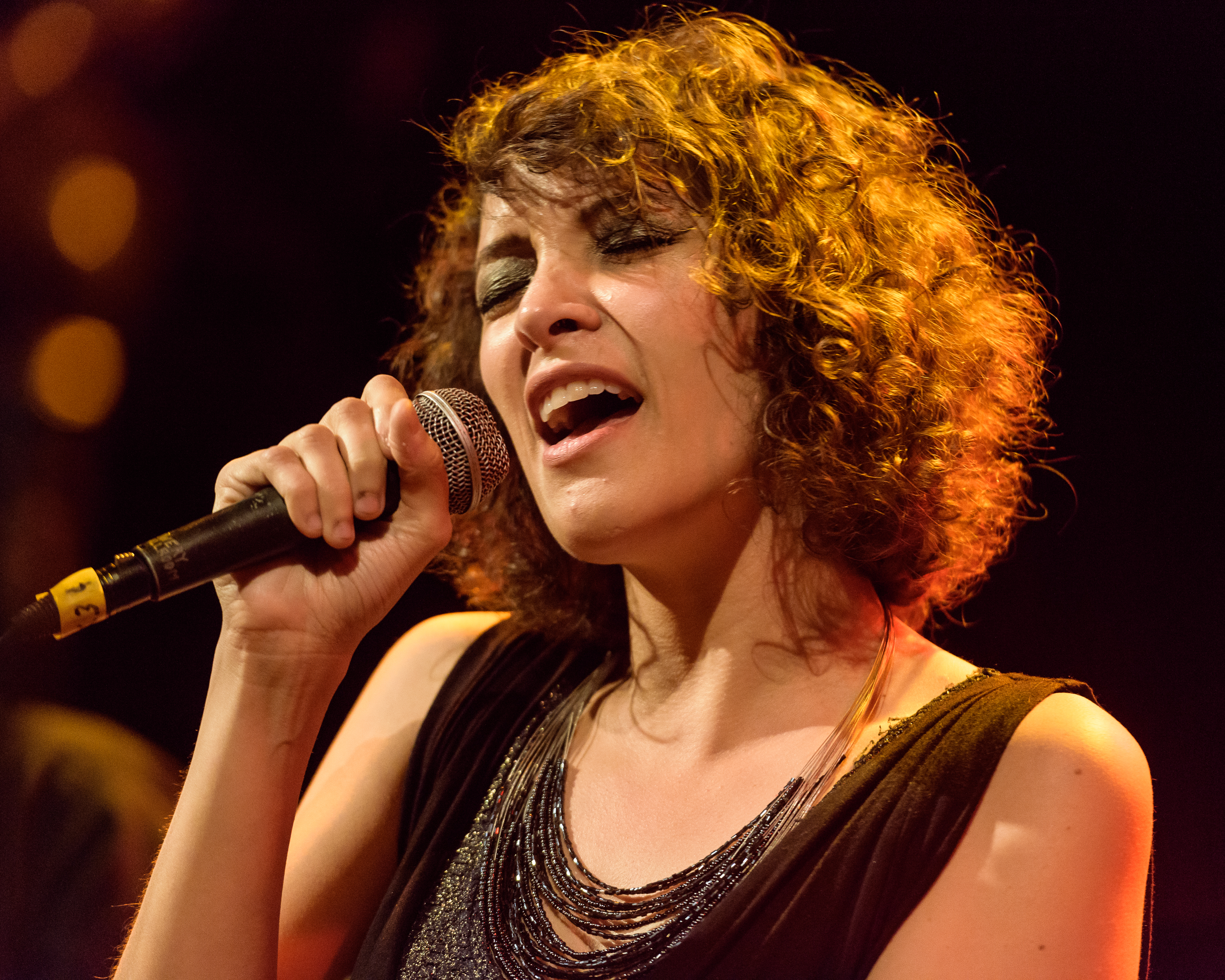
Moreno al Bowery Ballroom, Nova York, 2015

El març de 2015, Moreno va fer una gira per Europa, tocant al Theatre Akzent de Viena, Àustria (19 de març, el seu primer espectacle a Viena), Casino Kulturraum de Friedrichshafen, Alemanya (20 de març), La Spirale de Fribourg, Suïssa (21 de març).), i el Centre Cankar de Ljubljana, Eslovènia (24 de març). El 24 de juliol de 2015 Moreno va actuar al Lincoln Center de Nova York amb Out of Doors. A partir del 2016, Moreno es va convertir en un convidat recurrent a Live From Here.
L'any 2018, Moreno va llançar una versió de la cançó de 1998 de l'artista de l'Illa de Trinitat David Rudder The Immigrants, feta amb l'arranjador i productor Van Dyke Parks, abans del Dia de la Independència dels Estats Units (4 de juliol), amb els beneficis per a CARECEN.
¡Esplendor!, una col·laboració entre Moreno i Parks, es va publicar el 2020 a Metamorfosis & Nonesuch Records. El disc inclou un bolero de Panamà, una bossa nova del Brasil, una cançó de Moreno, The Immigrants de David Rudder i la cançó de Ry Cooder, John Hiatt i Jim Dickinson Across the Borderline, interpretada amb Cooder i Jackson Browne.

### Compositora
Com a compositora, Moreno va gravar i produir la partitura del llargmetratge Language Lessons (dirigit per Natalie Morales) i va rebre una nominació als Emmy per Outstanding Original Main Title Theme Song, tema principal del programa Parks and Recreation de la NBC.
El 2022, Moreno va llançar un àlbum de llarga durada, Dreamers Dream On, amb el seu projecte d'harmonia de tres parts, The SongBirds, i va llançar el seu setè àlbum d'estudi en solitari Alegoría, que li ha valgut una segona nominació als Grammy.

### Televisió
Moreno canta el tema principal i dóna veu a un personatge (Marlena) de la sèrie de televisió infantil de Disney, Elena of Avalor. La seva versió de la cançó Cucurrucucú Paloma va aparèixer en una escena clau durant la darrera temporada del programa original de Netflix Orange Is the New Black.
Moreno va aparèixer al costat de Rupert Grint en un episodi dirigit per Catherine Hardwicke del Gabinet de curiositats de Guillermo del Toro. Moreno també va col·laborar amb el compositor Heitor Pereira per escriure i interpretar la cançó Por Que Te Vas per a El gat amb botes: l'últim desig de DreamWorks Animation.

## Rebuda
Moreno ha estat rebuda positivament per Al Borde, KCRW, Latina, NBC Latino, NPR (incloent All Things Considered, Alt. Latino, i Tiny Desk Concerts [6), Orlando Weekly i The New York Times.
El videoclip de Fuiste Tu, el seu duet amb Ricardo Arjona, ha acumulat més de mil milions de visualitzacions a YouTube .
«Aquesta cantant i compositora nord-americana i guatemalenca alterna fluidament entre idiomes, ja siguin parlats (anglès i espanyol) o musicals, entrant i sortint de tot, des del folksy alt country fins al blues rock retro... Atractiu, peculiar i perspicaç, Moreno té la gràcia i l'habilitat. per fer-ho gran». – Rhapsody: número 3 dels 10 millors àlbums llatins de la primavera de 2011.
El 2012, NBC Latino la va classificar com una dels 5 llatins a tenir en compte el 2012.

## Discografia

### Àlbums
- 2009: Still the Unknown (tret de manera independent)[19]

- 2010: A Good Old Christmastime EP (tret de manera independent)[20]

- 2011: Llançament europeu de Still the Unknown (World Connection Records)[21]

- 2011: Canciones ilustradas (tret de manera independent)

- 2012: Llançament europeu de Canciones ilustradas (World Connection Records)[22]

- 2012: Postales (Metamorfosis)[23]

- 2014: Posada (Christmas Album)[24]

- 2016: Illusion[25]

- 2019: ¡Spangled![26] (una col·laboració amb Van Dyke Parks a través de Nonesuch Records)

- 2022: Alegoría (Metamorfosis)

- 2023: X Mí (Vol 1) (Cosmica Artists)

- 2024: Dusk (Cosmica Artists)

### Senzills
- 2009: Smile - La Cava - va cantar la cançó Smile (escrita per Charles Chaplin)[27]
- 2010: Quizas
- 2017: He Ain't Heavy, He's My Brother - amb Mike Garson
- 2018: The Immigrants – amb Van Dyke Parks

## Filmografia

### Cinema
| Any  | Títol                               | Paper           | Notes |
| ---- | ----------------------------------- | --------------- | ----- |
| 2013 | Hugh Laurie: Live On The Queen Mary | Cors de suport  |       |
| 2019 | La Llorona                          | Cançó del títol |       |

### Televisió
| Any     | Títol                                       | Paper         | Notes                                  |
| ------- | ------------------------------------------- | ------------- | -------------------------------------- |
| 2017    | Family Guy                                  | (veu)         | Episodi: "Dearly Deported"             |
| 2018-20 | Elena of Avalor                             | Marlena (veu) | 3 episodis                             |
| 2019    | Undone                                      | Ella mateixa  | Episodi: "Alone In This (You Have Me)" |
| 2022    | Guillermo del Toro's Cabinet of Curiosities | Cantant Llatí | Episodi: "Dreams In The Witch House¡"  |

## Premis i nominacions
L'any 2006, va guanyar el Gran Premi al John Lennon Song writing Contest amb la seva cançó "Escondidos", primer en la categoria llatina, després a la general.
El 2010, Moreno va ser guardonat com a "Artista Indie Latino American preferit" als American Latino Awards (dirigits per American Latino TV).
El desembre de 2024, Gaby Moreno va ser inclosa a la llista de les 100 dones de la BBC.